# Cenobite Rocks
Die Cenobite Rocks (von englisch cenobite ‚Klostermönch‘; in Argentinien Rocas Cenobita) sind eine kleine Gruppe isolierter Felseninseln vor der Westküste der Antarktischen Halbinsel. Sie liegen 8 km nordwestlich des Kap Adriasola vor der Südwestküste der Adelaide-Insel.
Das UK Antarctic Place-Names Committee benannte sie 1963 nach ihrer isolierten geografischen Position.